# This is not America
This is not America is een single van de gelegenheidscombinatie van de Pat Metheny Group en David Bowie. De single is afkomstig van het Soundtrack albumbdat de filmmuziek bevat van The Falcon and the Snowman uit 1985. Het was Metheny's eerste uitstap nadat hij zijn contract met ECM Records had beëindigd. Op 28 januari 1985 werd het nummer eerst in het Verenigd Koninkrijk en Ierland op single uitgebracht. Op 1 februari volgden het Europese vasteland, Australië, Nieuw-Zeeland, de VS, Canada en Brazilië.

## Achtergrond
Metheny leverde samen met Lyle Mays de muziek en Bowie verzorgde de tekst, vandaar dat de muziek meer in het verlengde ligt van de albums van Metheny met jazzrock dan van de rock van Bowie. 
Over de gehele wereld was de single een succes. In thuisland het Verenigd Koninkrijk bereikte de plaat de 14e positie in de UK Singles Chart. In de Verenigde Staten werd de 32e positie in de Billboard Hot 100 bereikt. In Canada de 23e, in Australië de 33e, Nieuw-Zeeland de 12e, Ierland de 9e, Zweden de 2e en Duitsland de 5e positie.
In Nederland was de plaat op vrijdag 1 februari 1985 Veronica Alarmschijf op Hilversum 3 en werd mede hierdoor een gigantische hit in de destijds drie landelijke hitlijsten op de nationale publieke popzender. De plaat bereikte de nummer 1-positie in zowel de Nederlandse Top 40 als de TROS Top 50 en behaalde de 2e positie in de Nationale Hitparade. In de Europese hitlijst op Hilversum 3, de TROS Europarade, werd de 3e positie bereikt.
In België was de plaat eveneens een grote hit en bereikte de 2e positie in zowel de voorloper van de Vlaamse Ultratop 50 als de Vlaamse Radio 2 Top 30. In Wallonië werd géén notering behaald.
Sinds de editie van december 2000 staat de plaat onafgebroken genoteerd in de jaarlijkse Top 2000 van de Nederlandse publieke radiozender NPO Radio 2, met als hoogste notering tot nu toe een 491e positie in 2016.

## Tracklijst

### 7", 12" vinylsingle: EMI America / EA 190 (UK)
- A "This is not America" (Metheny, Mays, Bowie) (3:51)
- B "This is not America" (instrumentaal met woordloze zang van Bowie) (Metheny, Mays, Bowie) (3:51)

## Musici
Pat Metheny Group:
- Pat Metheny: elektrische gitaar
- Lyle Mays: toetsen
- Steve Rodby: basgitaar
- Paul Wertico: slagwerk

David Bowie: zang, achtergrondzang

## Liveversies
- Bowie at the Beeb: opnamen in BBC Radio Theatre, Londen, 27 juni, 2000 (bonustrack)
- We Live Here: dvd-versie van Metheny

## Andere uitgaven
- Het kwam tevens uit op de single "I Can't Read" in december 1997.
- Het verscheen op het verzamelalbum The Singles Collection in 1993.
- Het verscheen op het album Tonight in 1995 als bonustrack.
- Ahn Trio (cello, piano, viool) nam het op voor hun album "Classical Chillout" (2001).
- Het kwam tevens uit op het verzamelalbum Best of Bowie.

## Covers
- Lana Lane met Rocket Scientists – Echoes from the Garden (1998)
- Xavier Naidoo – Nicht von dieser Welt (1997)
- Yellow Prophet – Ashes to Ashes: A Tribute to David Bowie (1998)
- Italiaanse zangeres Alice – Personal Jukebox (2000)
- Silje Nergaard – Nightwatch (2003)
- Protection – Protection EP (2005)
- Microsillon featuring Eugenie Alquezar – BowieMania: Mania, une collection obsessionelle de Beatrice Ardisson (2007)
- Liberation Music Orchestra – Not in Our Name (2005)
- Bardo State – Mariposa (2008)

## Hitnoteringen

### Nederlandse Top 40
| "This is not America" in de Nederlandse Top 40 – binnen: 08-02-1985 | "This is not America" in de Nederlandse Top 40 – binnen: 08-02-1985 | "This is not America" in de Nederlandse Top 40 – binnen: 08-02-1985 | "This is not America" in de Nederlandse Top 40 – binnen: 08-02-1985 | "This is not America" in de Nederlandse Top 40 – binnen: 08-02-1985 | "This is not America" in de Nederlandse Top 40 – binnen: 08-02-1985 | "This is not America" in de Nederlandse Top 40 – binnen: 08-02-1985 | "This is not America" in de Nederlandse Top 40 – binnen: 08-02-1985 | "This is not America" in de Nederlandse Top 40 – binnen: 08-02-1985 | "This is not America" in de Nederlandse Top 40 – binnen: 08-02-1985 | "This is not America" in de Nederlandse Top 40 – binnen: 08-02-1985 | "This is not America" in de Nederlandse Top 40 – binnen: 08-02-1985 | "This is not America" in de Nederlandse Top 40 – binnen: 08-02-1985 |
| Week                                                                | 1                                                                   | 2                                                                   | 3                                                                   | 4                                                                   | 5                                                                   | 6                                                                   | 7                                                                   | 8                                                                   | 9                                                                   | 10                                                                  | 11                                                                  |                                                                     |
| ------------------------------------------------------------------- | ------------------------------------------------------------------- | ------------------------------------------------------------------- | ------------------------------------------------------------------- | ------------------------------------------------------------------- | ------------------------------------------------------------------- | ------------------------------------------------------------------- | ------------------------------------------------------------------- | ------------------------------------------------------------------- | ------------------------------------------------------------------- | ------------------------------------------------------------------- | ------------------------------------------------------------------- | ------------------------------------------------------------------- |
| Nummer                                                              | 26                                                                  | 14                                                                  | 9                                                                   | 3                                                                   | 2                                                                   | 1                                                                   | 1                                                                   | 4                                                                   | 6                                                                   | 14                                                                  | 19                                                                  | uit                                                                 |

### Nationale Hitparade
| "This is not America" in de Nationale Hitparade – binnen: 07-02-1985 | "This is not America" in de Nationale Hitparade – binnen: 07-02-1985 | "This is not America" in de Nationale Hitparade – binnen: 07-02-1985 | "This is not America" in de Nationale Hitparade – binnen: 07-02-1985 | "This is not America" in de Nationale Hitparade – binnen: 07-02-1985 | "This is not America" in de Nationale Hitparade – binnen: 07-02-1985 | "This is not America" in de Nationale Hitparade – binnen: 07-02-1985 | "This is not America" in de Nationale Hitparade – binnen: 07-02-1985 | "This is not America" in de Nationale Hitparade – binnen: 07-02-1985 | "This is not America" in de Nationale Hitparade – binnen: 07-02-1985 | "This is not America" in de Nationale Hitparade – binnen: 07-02-1985 | "This is not America" in de Nationale Hitparade – binnen: 07-02-1985 | "This is not America" in de Nationale Hitparade – binnen: 07-02-1985 | "This is not America" in de Nationale Hitparade – binnen: 07-02-1985 |
| Week                                                                 | 1                                                                    | 2                                                                    | 3                                                                    | 4                                                                    | 5                                                                    | 6                                                                    | 7                                                                    | 8                                                                    | 9                                                                    | 10                                                                   | 11                                                                   | 12                                                                   |                                                                      |
| -------------------------------------------------------------------- | -------------------------------------------------------------------- | -------------------------------------------------------------------- | -------------------------------------------------------------------- | -------------------------------------------------------------------- | -------------------------------------------------------------------- | -------------------------------------------------------------------- | -------------------------------------------------------------------- | -------------------------------------------------------------------- | -------------------------------------------------------------------- | -------------------------------------------------------------------- | -------------------------------------------------------------------- | -------------------------------------------------------------------- | -------------------------------------------------------------------- |
| Nummer                                                               | 50                                                                   | 6                                                                    | 2                                                                    | 2                                                                    | 3                                                                    | 4                                                                    | 4                                                                    | 6                                                                    | 12                                                                   | 19                                                                   | 27                                                                   | 40                                                                   | uit                                                                  |

### TROS Top 50
Hitnotering: 07-02-1985 t/m 25-04-1985. Hoogste notering: #1 (2 weken).

### TROS Europarade
Hitnotering: 04-03-1985 t/m 30-05-1985. Hoogste notering: #3 (1 week).

### NPO Radio 2 Top 2000
| Nummer met noteringen in de NPO Radio 2 Top 2000 | '00 | '01 | '02  | '03  | '04  | '05  | '06  | '07  | '08  | '09  | '10  | '11  | '12  | '13  | '14 | '15  | '16 | '17 | '18  | '19  | '20  | '21  | '22  | '23  | '24  |
| ------------------------------------------------ | --- | --- | ---- | ---- | ---- | ---- | ---- | ---- | ---- | ---- | ---- | ---- | ---- | ---- | --- | ---- | --- | --- | ---- | ---- | ---- | ---- | ---- | ---- | ---- |
| This Is Not America                              | 623 | 905 | 1253 | 1284 | 1263 | 1629 | 1594 | 1751 | 1491 | 1854 | 1378 | 1373 | 1363 | 1038 | 973 | 1199 | 491 | 919 | 1067 | 1163 | 1160 | 1220 | 1339 | 1383 | 1560 |

1. ↑  Een vetgedrukt getal geeft de hoogste notering aan.
2. ↑  2000 was het eerste jaar met een notering voor dit nummer.